# Deolinda Rodríguez de Almeida
Deolinda Rodríguez de Almeida (appelée aussi Deolinda Rodrigues Francisco de Almeida ou Langidila, son pseudonyme, surnommée Mère de la Révolution), née le 10 février 1939 et morte en 1968, était une militante angolaise, également écrivain, traductrice et animatrice radio. Née dans une famille méthodiste, elle étudie au Brésil où elle correspond avec Martin Luther King, Jr. Sous la menace d'une extradition, elle continue ses études aux États-Unis avant de retourner en Angola. Elle était membre du Mouvement populaire de libération de l'Angola (MPLA) et a cofondé sa division féminine, l'Organização da Mulher de Angola (Organisation des femmes de l'Angola). En raison de son soutien au mouvement indépendantiste angolais, elle fut capturée, torturée et exécutée. Un documentaire sur sa vie a été réalisé en 2014.

## Biographie
Rodrigues de Almeida est née à Catete le 10 février 1939. Elle est troisième d'une famille de 5 enfants. Ses parents étaient des instituteurs méthodistes. Elle déménage à Luanda et vit avec le poète Agostinho Neto, son cousin, qui deviendra président de l'Angola. À la fin des années 1950, elle commence à remettre en question le paternalisme du gouvernement et de l'Église. En 1956, elle rejoint le MPLA comme traductrice. Elle part pour São Paulo pour étudier à l'université méthodiste, et échange en 1959 des lettres avec Martin Luther King, Jr.,. En raison de son engagement politique, elle craint d'être extradée du Brésil pour le Portugal, qui contrôlait alors l'Angola. Elle part alors aux États-Unis et étudie à l'université de Drew (en). Elle décide d'arrêter ses études pour se consacrer à l'indépendance de son pays. En février 1961, elle participe à l'attaque de la forteresse São Miguel, où elle gagne le titre de Mère de la Révolution.
Elle voyage ensuite en Guinée-Bissau et en République démocratique du Congo. Elle y cofonde l'Organização da Mulher de Angola (ou OMA, pour Organisation des femmes angolaises), la branche féminine du MPLA. Elle s'entraîne pour la guérilla à Kabinda et rejoint l'Esquadrão Kamy (escadron Kamy). Elle retourne en Angola en 1962, où elle fait campagne pour les droits de l'homme en tant que chef du mouvement révolutionnaire. Elle s'associe au Corpo Voluntário Angolano de Assistência aos Refugiados (CVAAR, pour Corps volontaire angolais d'assistance aux réfugiés). En 1963, le gouvernement expulse les dirigeants du MPLA, ce qui la force à fuir vers Brazzaville. Ses écrits de cette période sont de plus en plus marqués par le marxisme-léninisme, et la prise douloureuse de conscience que sa féminité la rend invisible même si elle fait partie des dirigeants du MPLA. Elle exprime sa frustration face à la discrimination qu'elle subit en raison de son célibat, comme si « c'était honteux ou ça venait du diable ».
Expulsé de Brazzaville, le MPLA s'installe en 1966 à la frontière du Cabinda, où les combats s'intensifient pendant deux ans. Le 2 mars 1968, Rodríguez de Almeida est alors capturée avec quatre autres membres de l'OMA (Engracia dos Santos, Irene Cohen, Lucrecia Paim et Teresa Afonso) par l'União dos Povos de Angola (UPA), un autre groupe armé. Les quatre femmes sont torturées et écartelées vives à Kinkuzu, un camp du FNLA à Léopoldville.

## Postérité
Son journal intime est publié en 2003 sous le titre Diário de um exilio sem regresso (journal d'un exil sans retour). Ses lettres et correspondances sont publiées en 2004 sous le titre Cartas de Langidila e outros documentos (lettres e Langidila et autres documents). En 2010 commence le tournage d'un documentaire sur sa vie. Il est filmé au Brésil, en Angola et au Mozambique, et reprend des passages de son journal intime. Après quatre années de préparation, il sort en 2014 sous le titre Langidila—diário de um exílio sem regresso (« Langidila—Journal d'un exil sans retour ») et raconte l'indépendance de l'Angola selon le point de vue de Rodríguez et de ses compagnons. 
En 2011, Marcia Hinds Gleckler, qui avait fait partie du mouvement missionnaire méthodiste dans les années 1950, publie un livre intitulé Chère Deolínda, dans lequel il raconte sa rencontre avec elle, ainsi que des réflexions sur cette époque.